# Kaskadenrisiko
Der Begriff Kaskadenrisiko bezeichnet ein latentes Risiko, das sich in Form einer oft durch geringfügige interne oder externe Ursachen (Trigger) ausgelösten Folge in Form einer sich stufenweise ausbreitenden Kaskade von Fehlern unterschiedlichster Art manifestiert. Diese setzt sich in eng gekoppelten technischen bzw. soziotechnischen oder sozial-ökologischen Systemen oder Netzwerken immer schneller und/oder mit sich katastrophal verstärkenden Folgen fort und führt zum Ausfall eines Teilsystems nach dem anderen – eventuell bis hin zu totalem Systemversagen. Ein Grund für den oft katastrophalen Verlauf ist, dass in miteinander eng gekoppelten Systemen die Zahl der kritischen Netzknoten, deren Ausfall dazu führt, dass das Netz nicht mehr funktionsfähig ist, niedriger liegt als in voneinander isolierten oder nur lose gekoppelten Systemen.
Man unterscheidet je nach Ausbreitungsreichweite Risiken bzw. Schäden erster (z. B. Sachschäden), zweiter (z. B. Produktionsausfälle), dritter (z. B. Handelsbilanzrisiken) und ggf. vierter Ordnung (z. B. soziale Folgekosten). Risikokaskaden bedrohen insbesondere Industrieländer, Megacities, Logistik-, Energie- und Datennetze. Auch bei der Analyse klimabedingter Unternehmensrisiken und von Finanzierungsrisiken sind Kaskadenverläufe von Risiken zu beachten.

## Beispiele

### Technik
Ein Beispiel für einen sich kaskadenförmig fortsetzenden Ausfall eines Netzwerks ist das Blackout des italienischen Stromnetzes am 28. September 2003. Damals führte der Ausfall eines Kraftwerks zu Unterbrechungen in der Internet-Kommunikation, die sich wiederum zurück auf das Stromnetz auswirkten und sukzessive zum ausgedehnten Blackout führten. Es handelte sich also um einen selbstverstärkenden Interaktionsprozess zweier Systeme.
Die Versenkung des britischen Schlachtschiffs Prince of Wales 1941 durch einen Zufallstreffer ist ein Beispiel für das Übergreifen eines Initialschadens auf immer mehr Systeme ganz unterschiedlicher Art.
Der Bruch des Banqiao-Staudamms 1975 in China führte zum Bruch von 61 weiteren Staudämmen, traf also linear verkettete Systeme gleichen Typs: Hierbei handelte sich um den Spezialfall des Dominoeffekts.
Auch der kaskadenförmige Verlauf der Katastrophe von Fukushima vom 11. bis 16. März 2011 und deren Folgewirkungen auf Wirtschaft und Gesellschaft sowie mögliche Wechselwirkungen zwischen Klima- und Finanzrisiken wurden unter dem Aspekt von Kaskadenrisiken analysiert. Die Auswirkungen der Fukushima-Katastrophe pflanzen sich auch durch die trophische Kaskade im Biosystem des gesamten Nordpazifik fort.
Selbst im interaktionsarmen Weltraum sind Kaskadenrisiken denkbar: Der Abschuss von gefährlichem Weltraumschrott kann zur Vermehrung von Kleinteilen im Erdorbit führen, die wiederum andere Objekte schädigen können.

### Logistik
Schon das Hochwasser in Thailand 2011, begünstigt durch das starke Stadtwachstum Bangkoks, das zum Zubau vieler Kanäle führte und in Zeiten des Monsun den Abfluss des Wassers durch den Chao Phraya behinderte, wirkte sich bis in die internationalen Logistikketten aus. In Thailand wurden fast 1000 Fabriken geschlossen. Insbesondere konnten die Werke von Toshiba und Western Digital sowie viele ihrer Zulieferer keine Festplatten und Zubehör für Schreib- und Leseköpfe und Motoren mehr ausliefern. Die weltweite Auslieferung von Festplatten sank um fast ein Drittel, die Preise für Festplatten stiegen um das Drei- bis Vierfache. Dadurch stoppte die Rechnerproduktion an mehreren Orten. In diesem Fall wirkten die Kaskadeneffekte mit Clusterrisiken zusammen.
Auch die Covid-19-Pandemie hat durch die Unterbrechung von Lieferketten Kaskadeneffekte in immer mehr Systemen hervorgerufen. Der Containermangel, der durch nachgeholten Konsum und Anstieg der Investitionen im Sommer 2020 sowie durch die Quarantäne in einigen chinesischen Häfen entstand, führte insbesondere in den USA zu Verzögerungen und Staus beim Be- und Entladen von Schiffen, zur Verlängerung der Liegezeiten der Schiffe auf mehr als eine Woche und zum Anstieg der Zahl nicht entladener oder umgeleiteter Container (bzw. komplementär dazu: leerer Container an falschen Orten). Darauf reagierten Kunden mit Nach-, Ersatz- oder Mehrfachbestellungen bei anderen Anbietern, was den Containermangel verschärfte und die Ladungspreise in die Höhe trieb. Der entscheidende Netzknoten an der US-Westküste, der Hafen Los Angeles, war infolge Unterdimensionierung und schlechter Bahnanbindung nicht in der Lage, die Staus abzuarbeiten. Schiffe mussten in andere Häfen ausweichen oder lange auf Reede liegen. Dadurch wurde Schiffskapazität knapp, dann auch die LKW-Kapazität, schließlich mangelte es sogar an LKW-Fahrern, die wegen der langen Wartezeiten ihre zulässigen Fahrzeiten überschritten oder, wenn sie als Selbstständige arbeiteten wie in den USA, die Häfen wegen überlanger Wartezeiten pro Fahrt gar nicht mehr anliefen – ganz abgesehen von den Ausfällen im Handel und produzierenden Gewerbe von der Auto- bis zur Spielzeugherstellung („Chipkrise“). So entstand ein sich selbst verstärkender, sich immer weiter ins Binnenland verzweigender Krisenmechanismus. Hinzu kamen weitere externe Ursachen, die insbesondere den Chipmangel verstärkten, wie der Handelskrieg zwischen USA und China, extremer Wasser- bzw. Energiemangel in Taiwan und China, der die Chipproduktion behinderte, und ein Fabrikbrand bei Renesas Electronics in Japan. Die Logistikkrise beschränkte schließlich sogar die Schokoriegelproduktion ein.

### Finanz- und Immobilienwirtschaft
Beispiele aus dem nichttechnischen Bereich sind die „Insolvenzkaskaden“ in verschiedenen Finanz- und Immobilienkrisen wie 2008/09, bei denen auch die Panikverbreitung und das Verhalten des sich selbst organisierenden Ratingsystems eine zentrale Rolle spielen. sowie die europäische Schuldenkrise von 2011, die sich durch die Interaktion von Politik und Bankensystem sogar verstärkt hat,

### Gesellschaft
Auch das erhöhte AIDS-Risiko für Drogenkonsumenten aufgrund von intensiven sexuellen In-Group-Kontakten gilt als Kaskadenrisiko.

## Prävention
Neben allgemeinen Präventionsstrategien wie Pufferbildung, Verzichts auf Engkopplung und Schaffung redundanter und flexibler Netzwerke eignet sich die zur Prävention eingesetzte Fehlermöglichkeits- und -einfluss-Analyse (FMEA) nur eingeschränkt, da diese nur die Auswirkungen von Fehlern auf die nächsthöhere Systemebene untersucht, aber gar Wechselwirkungen von dynamisch interagierenden Systemen (Technik, Natur, Gesellschaft, Politik) nicht erfassen kann.
Ein Faktor, der die Prävention erschwert, besteht in der Verantwortungsdiffusion in  für Risikokaskaden anfälligen Systemen oder Netzwerken mit vielen Akteuren.